# 勝又行雄
勝又 行雄（かつまた ゆきお、1934年8月7日 - 2019年7月28日）は、日本の元プロボクサー、ボクシング指導者。

## 生涯
熊本県菊池郡出身。1956年に串田ジム所属としてプロデビューした後、不二拳に移籍。
1961年11月30日にはキリサク・バーボス（タイ）にKO勝ちを収めて東洋スーパーフェザー級王者になる（当時はジュニアライト級）。防衛に失敗し王座を明け渡すものの1962年9月3日には再び東洋スーパーフェザー級王者に返り咲いた。小坂照男、高山一夫らと幾度も激戦を演じたことで知られ、特に1963年3月13日、後楽園ジムナジアムでピストン堀口十三回忌記念興行のメインエベントとして行われた東洋王者の勝又と日本王者の高山のノンタイトル戦に於いては、勝又が高山にダウンを奪われながら6ラウンドでKO勝ちした試合は語り草になっている。
1964年に引退するまでの生涯全戦績は75試合54勝 (26KO) 17敗4分。
1965年に東京都江戸川区上一色町（現西小岩）に不二勝又ボクシングジムを開き、歌川善介（元東洋フェザー級王者）や坂本博之（元東洋太平洋ライト級王者）らを育成する。会長職は2000年代に長男である勝又洋に禅譲し、自身は名誉会長となった。
2019年7月28日、多臓器不全のために入院先の千葉県内の病院で死去。84歳没。

## 戦績
- プロボクシング：75戦54勝 (26KO) 17敗 4分

## 獲得タイトル
- 第3代OPBF東洋太平洋スーパーフェザー級王座
- 第5代OPBF東洋太平洋スーパーフェザー級王座